# 삼성 갤럭시 탭 A 9.7
삼성 갤럭시 탭 A 9.7(Samsung GALAXY Tab A 9.7)는 삼성전자가 제조/판매하는 안드로이드 태블릿 컴퓨터로, 갤럭시 탭 4 8.0의 후속 제품이다.

## 색상
- 스모키 티타늄
- 스모키 블루
- 화이트

## 운영 체제/소프트웨어

### 안드로이드 5.0 롤리팝
안드로이드 OS 5.0 롤리팝을 탑재하여 출시했다.

### 안드로이드 6.0 마쉬멜로우
2016년 5월 26일부터 안드로이드 OS 6.0 마쉬멜로우로 업데이트되었다.

### 안드로이드 7.1 누가
2017년 10월 15일부터 안드로이드 OS 7.1.1 누가로 업데이트되었다.

## 같이 보기
- 삼성 갤럭시 탭 A 9.7